# Sport aerobic tại Đại hội Thể thao Trong nhà châu Á 2007
Sport Aerobic là môn thi đấu chính thức tại Đại hội Thể thao Trong nhà châu Á 2007 được tổ chức tại Ma Cao, CHND Trung Hoa từ ngày 26 đến ngày 28 tháng 10 năm 2007.

## Tổng kết huy chương

### Bảng xếp hạng
| 1       | Trung Quốc (CHN) | 4 | 0 | 0 | 4  |
| 2       | Thái Lan (THA)   | 0 | 2 | 2 | 4  |
| 3       | Hàn Quốc (KOR)   | 0 | 2 | 1 | 3  |
| 4       | Việt Nam (VIE)   | 0 | 0 | 1 | 1  |
| Tổng số | Tổng số          | 4 | 4 | 4 | 12 |

### 
| Nội dung   | Vàng                                              | Bạc                                                                             | Đồng                                                        |
| ---------- | ------------------------------------------------- | ------------------------------------------------------------------------------- | ----------------------------------------------------------- |
| Đơn nam    | Ao Jinping · Trung Quốc                           | Song Jong-Kun · Hàn Quốc                                                        | Phairach Thotkhamchai · Thái Lan                            |
| Đơn nữ     | Huang Jinxuan · Trung Quốc                        | Roypim Ngampeerapong · Thái Lan                                                 | Nguyen Phuong Thanh · Việt Nam                              |
| Đôi nam-nữ | Trung Quốc (CHN) · Huang Jinxuan · He Shijian     | Hàn Quốc (KOR) · Shim Mi-Hyun · Cho Won-Ho                                      | Thái Lan (THA) · Suwadee Phrutichai · Nattawut Pimpa        |
| Nhóm ba    | Trung Quốc (CHN) · Qin Yong · Yu Wei · Zhang Peng | Thái Lan (THA) · Kittipong Tawinun · Phairach Thotkhamchai · Chanchalak Yiammit | Hàn Quốc (KOR) · Cho Won-Ho · Hwang In-Chan · Song Jong-Kun |

## Đơn nam
| Hạng | VĐV                           | Điểm số |
| ---- | ----------------------------- | ------- |
| 1    | Ao Jinping (CHN)              | 21,78   |
| 2    | Zhou Xiaofeng (CHN)           | 20,85   |
| 3    | Phairach Thotkhamchai (THA)   | 19,80   |
| 4    | Kittipong Tawinun (THA)       | 19,35   |
| 5    | Song Jong-Kun (KOR)           | 18,75   |
| 6    | Nguyen Tien Phuong (VIE)      | 17,90   |
| 7    | Windra Lesmana (INA)          | 17,55   |
| 8    | Luna Dan Mar (PHI)            | 17,30   |
| 9    | Sporn Sum (CAM)               | 16,90   |
| 10   | Laxman Prasad Sharma (IND)    | 16,65   |
| 11   | Liwliua Peralta (PHI)         | 16,30   |
| 12   | Hamed Namazi (IRI)            | 16,15   |
| 13   | Alireza Farrokh (IRI)         | 16,08   |
| 14   | Shyamsundar Joshi Ameya (IND) | 16,00   |
| 15   | Munkhorgil Enkhsaikhan (MGL)  | 15,60   |
| 16   | Sarith Veas (CAM)             | 15,60   |
| 17   | Liu Yi Chun (TPE)             | 14,90   |

| Hạng | VĐV                         | Điểm số |
| ---- | --------------------------- | ------- |
|      | Ao Jinping (CHN)            | 21,85   |
|      | Song Jong-Kun (KOR)         | 21,15   |
|      | Phairach Thotkhamchai (THA) | 20,60   |
| 4    | Nguyen Tien Phuong (VIE)    | 20,00   |
| 5    | Luna Dan Mar (PHI)          | 17,70   |
| 6    | Sporn Sum (CAM)             | 17,70   |
| 7    | Laxman Prasad Sharma (IND)  | 17,50   |
| 8    | Windra Lesmana (INA)        | 16,95   |

## Đơn nữ
| Hạng | VĐV                        | Điểm số |
| ---- | -------------------------- | ------- |
| 1    | Huang Jinxuan (CHN)        | 21,00   |
| 2    | Roypim Ngampeerapong (THA) | 19,60   |
| 3    | Nguyen Phuong Thanh (VIE)  | 18,85   |
| 4    | Jung Eun-Ji (KOR)          | 17,83   |
| 5    | Huang Li (CHN)             | 17,03   |
| 6    | Citra Resita (INA)         | 16,15   |
| 7    | Christina Ferrer (PHI)     | 15,55   |
| 8    | Tri Handayani (INA)        | 15,23   |
| 9    | Manpreet Kour (IND)        | 14,35   |
| 10   | Wang Ting-Yuan (TPE)       | 13,70   |

| Hạng | VĐV                        | Điểm số |
| ---- | -------------------------- | ------- |
|      | Huang Jinxuan (CHN)        | 20,85   |
|      | Roypim Ngampeerapong (THA) | 20,00   |
|      | Nguyen Phuong Thanh (VIE)  | 18,95   |
| 4    | Jung Eun-Ji (KOR)          | 18,20   |
| 5    | Citra Resita (INA)         | 16,95   |
| 6    | Christina Ferrer (PHI)     | 15,40   |
| 7    | Wang Ting-Yuan (TPE)       | 15,05   |
| 8    | Manpreet Kour (IND)        | 14,45   |

## Đôi nam - nữ
| Hạng | Team                                                        | Điểm số |
| ---- | ----------------------------------------------------------- | ------- |
| 1    | Trung Quốc (CHN) · Huang Jinxuan · He Shijian               | 20,20   |
| 2    | Trung Quốc (CHN) · Xu Jing · Ni Zhenhua                     | 19,40   |
| 3    | Việt Nam (VIE) · Tran Thi Thu Ha · Vu Ba Dong               | 19,10   |
| 4    | Hàn Quốc (KOR) · Shim Mi-Hyun · Cho Won-Ho                  | 18,95   |
| 5    | Thái Lan (THA) · Suwadee Phrutichai · Nattawut Pimpa        | 18,85   |
| 6    | Indonesia (INA) · Yuanita Mailussia · Sugianto              | 17,10   |
| 7    | Philippines (PHI) · Christina Ferrer · Alejandro Mendelebar | 14,45   |
| 8    | Ấn Độ (IND) · Manpreet Kour · Manvinder Singh               | 14,15   |

| Hạng | Team                                                        | Điểm số |
| ---- | ----------------------------------------------------------- | ------- |
|      | Trung Quốc (CHN) · Huang Jinxuan · He Shijian               | 20,65   |
|      | Hàn Quốc (KOR) · Shim Mi-Hyun · Cho Won-Ho                  | 19,75   |
|      | Thái Lan (THA) · Suwadee Phrutichai · Nattawut Pimpa        | 19,45   |
| 4    | Việt Nam (VIE) · Tran Thi Thu Ha · Vu Ba Dong               | 19,25   |
| 5    | Indonesia (INA) · Yuanita Mailussia · Sugianto              | 17,40   |
| 6    | Philippines (PHI) · Christina Ferrer · Alejandro Mendelebar | 16,10   |
| 7    | Ấn Độ (IND) · Manpreet Kour · Manvinder Singh               | 14,10   |

## Đồng đội ba người
| Hạng | Đội                                                                             | Điểm số |
| ---- | ------------------------------------------------------------------------------- | ------- |
| 1    | Trung Quốc (CHN) · Qin Yong · Yu Wei · Zhang Peng                               | 20,40   |
| 2    | Thái Lan (THA) · Kittipong Tawinun · Phairach Thotkhamchai · Chanchalak Yiammit | 20,20   |
| 3    | Hàn Quốc (KOR) · Cho Won-Ho · Hwang In-Chan · Song Jong-Kun                     | 19,10   |
| 4    | Indonesia (INA) · Ihsan Muhammad · Abdul Rahman · Sugianto                      | 18,30   |
| 5    | Việt Nam (VIE) · Nguyen Tien Phuong · Nguyen Xuan Giang · Vu Ba Dong            | 18,00   |
| 6    | Indonesia (INA) · Arif Mufid · Rijal Umami · Eko Wibby Julianto                 | 17,50   |
| 7    | Ấn Độ (IND) · Raja Parmar · Laxman Prasad Sharma · Satyajit Singh Sansam        | 16,25   |
| 8    | Philippines (PHI) · Lester Go · Dico Ili · Alejandro Mendelebar                 | 15,40   |
| 9    | Iran (IRI) · Saed Ebadi · Alireza Farrokh · Hamed Namazi                        | 14,95   |

| Hạng | Team                                                                            | Điểm số |
| ---- | ------------------------------------------------------------------------------- | ------- |
|      | Trung Quốc (CHN) · Qin Yong · Yu Wei · Zhang Peng                               | 21,35   |
|      | Thái Lan (THA) · Kittipong Tawinun · Phairach Thotkhamchai · Chanchalak Yiammit | 20,45   |
|      | Hàn Quốc (KOR) · Cho Won-Ho · Hwang In-Chan · Song Jong-Kun                     | 20,25   |
| 4    | Việt Nam (VIE) · Nguyen Tien Phuong · Nguyen Xuan Giang · Vu Ba Dong            | 19,35   |
| 5    | Indonesia (INA) · Ihsan Muhammad · Abdul Rahman · Sugianto                      | 18,50   |
| 6    | Philippines (PHI) · Lester Go · Dico Ili · Alejandro Mendelebar                 | 16,30   |
| 7    | Ấn Độ (IND) · Raja Parmar · Laxman Prasad Sharma · Satyajit Singh Sansam        | 15,90   |
| 8    | Iran (IRI) · Saed Ebadi · Alireza Farrokh · Hamed Namazi                        | 15,80   |